# Српска православна црква Светог архангела Гаврила у Гргуревцима
Православна црква Светог архангела Гаврила у Гргуревцима је богослужбени православни храм у Гргуревцима код Сремске Митровице. Црква припада Епархији сремској Српске православне цркве. Црква је данас посвећена Светом архангелу Гаврилу.
Црква је споменик културе од великог значаја.

## Историјат
Црква Светог архангела Гаврила у Гргуревцима изграђена је 1754. године. На датом месту постојала је старија црква. На западној страни накнадно је дозидан високи барокни звоник. 1824. године црква је покривена црепом.
Зидање цркве завршено је крајем 18. века. Године 1803, црквена општина склопила је договор са дрворезбаром Марком Вујатовићем, мајстором из Сремских Карловаца који је израдио неколико иконостаса за познате богомоље као што су фрушкогорски Манастир Раваница у Врднику, црквама у Сурчину, Шимановцима, Буковцу, Храму Светог Димитрија у Сремској Митровици итд. Према уговору посао је морао бити свршен од 15.03.1803. до 15.05.1805. године. Црква се обавезала да исплати мајстору трошкове у износу од 3000 сребрних форинти у готовом новцу и у намирницама по 2000 kg. пшенице, 800 kg. кукуруза, двогодишњу бербу грожђа и 4 бравца. Марко Вујатовић се поред иконостаса обавезао да ће тампл по узору на стејановачку цркву, архиепископски и богородичин престо и обе певнице. Мајсторима је такође обезбеђен стан и храна у периоду радова на изградњи иконостаса. Сликовне радове израдио је уз контролу свог учитеља Арсенија Теодоровића (познатог војвођанског сликара), Димитрије Димшић иконописац из Новог Сада, а позлату је израдио Теодор Витковић. На икони Тајна вечера забележена је 1868. година, када је иконостас обновљен. У цркви се налази балкон за хор. Црква има два портала главни западни и јужни, изнад јужног се налази ниша са фреском Сабора Светог Архистратига Михаила. У Другом светском рату црква је доста пострадала, била је паљена где је пострадао иконостас, бомбардована али није срушена.
Последња обнова извршена је 2011. године.

## Значај
Црква Светог архангела Гаврила је једнобродна грађевина с олтарском апсидом на источној страни и барокним звоником призиданим на западу.